# Cséby József (pártmunkás, 1865–1948)
Cséby József (Pécs, 1865. november 12. – Budapest, 1948. február 6.) magyar politikus, a pécsi szociáldemokrata pártszervezet egyik alapítója.

## Életpályája
A középiskola után vármegyei tisztviselő volt. Már fiatalon részt vett a munkásmozgalomban, aktív szervezője volt a Dél-magyarországi szociáldemokrata pártszervezeteknek. Az 1883-ban megtartott nyomdászkongresszuson a pécsi szervezett munkásokat képviselte. 1921-ben családjával Jugoszláviába emigrált, ahol bekapcsolódott a kommunista párt illegális munkájába. 1934–1946 között a Szovjetunióban élt. 1946-ban visszatért Magyarországra.

## Családja
Szülei: Cséby József és Berecz Anna voltak. Fiait, Józsefet és Cséby Lászlót 1919. augusztus 6-án meggyilkolták.
Sírja a Fiumei úti sírkertben található.